# Operazione Goldman
Operazione Goldman è un film del 1966 diretto da Antonio Margheriti.
Rientra nel filone del cinema italiano di spionaggio.

## Trama
A Cape Kennedy falliscono più volte i tentativi di lancio di una stazione lunare. Il Dipartimento di Stato interviene, assumendo la sezione speciale “S”. A Harry Sennet, capo della spedizione, viene chiesto di ritrovare il professor Runi, il fautore del progetto.
La spia riesce a rintracciare lo studioso in una base militare segreta. Runi è stato rapito da Rether, folle miliardario che ha l'obiettivo di conquistare il mondo.

## Produzione

### Cast
Per il ruolo principale è stato scelto lo statunitense Antony Elsley, uno dei protagonisti della serie televisiva Hawaiian Eye.

### Riprese
Gli interni vennero ricreati negli studi De Paolis di Roma. Alcune riprese esterne furono effettuate nella stessa capitale.
Fu girato contemporaneamente a A 077 - Sfida ai killers, diretto sempre da Margheriti.
Ernesto Gastaldi si occupò di modificare alcune parti del copione, nonostante nei titoli di coda non sia accreditato.

## Distribuzione
Come la maggior parte dei lavori del cineasta romano, il film fu esportato all'estero dove ottenne un discreto successo di botteghino.
È stato riproposto, successivamente, in edizioni home video straniere e in piattaforme streaming.

## Accoglienza
Secondo il giudizio di Morando Morandini: «tutta la 1ª parte è di una balordaggine rara, ma, una volta entrati nella città subacquea, Dawson (alias Antonio Margheriti) si scatena e il suo ingegnaccio scenografico e la sua abilità di distruzione assurgono a una magniloquenza delirante».
La rivista Nocturno ha dedicato un articolo al film. Si sottolineano le «elaborazioni registiche, visionarie e scenografiche, molto fragranti».
Il sito Fantafilm commenta: «Antonio Margheriti, sensibile al successo riscosso dai film di James Bond, va incontro ai nuovi gusti del pubblico adottando una formula che mescola spionaggio e fantascienza».

## Curiosità
- Quentin Tarantino, amante del cinema di genera italiano, nel film C'era una volta a... Hollywood omaggia il lungometraggio con una locandina immaginaria che si intitola Operazione Dyn-O-Mite!, diretto proprio dallo stesso Margheriti. Evidente, quindi, il richiamo a Operazione Goldman.[5]